# Dodge Dart (2012)
Ne doit pas être confondu avec Dodge Dart (1960-1976).
La Dodge Dart est une compacte produite par le constructeur automobile américain Dodge pour les marchés nord américains de mai 2012 à 2016.
Il s'agit du premier modèle de voiture produit par la division américaine de FIAT Chrysler Automobiles à partir de la base des Alfa Romeo Giulietta et Fiat Bravo II. C'est aussi la première voiture du constructeur américain entièrement conçue et développée sous le contrôle de l'entreprise italienne,,.
À partir de son étude pour la Dodge Dart, Fiat Auto a développé pour le marché chinois la FIAT Viaggio, produite localement avec son partenaire Guangzhou-FIAT et présentée lors du Salon  de l'automobile de Pékin en avril 2012,.

## Histoire
Un minispace concept car a été conçu et développé par Chrysler et révélé en 2006 sous le nom de Dodge Hornet. C'était la première fois que Dodge tentait de construire une voiture aussi petite. La voiture devait sortir en 2010. Le concept a été abandonné en raison de la crise financière de 2009 et de la restructuration du groupe Chrysler. Après l'absorption de Chrysler par le groupe FIAT fin 2010, le concept-car Dodge Hornet a pris une nouvelle forme pour être partager une plate-forme FIAT. En décembre 2011, le constructeur a annoncé que la nouvelle petite berline s'appellerait Dodge Dart,,.
La Dodge Dart devait être commercialisée aux États-Unis à partir de fin juin 2012. Le modèle Aero a commencé à être produit au troisième trimestre 2012. La GT a commencé à être produite au deuxième trimestre 2013.
La Dart a été fabriqué par l'usine Chrysler de Belvidere,,, où les Dodge Caliber (2006-2011), Jeep Compass, Jeep Patriot, la première et deuxième génération de Dodge Neon (1995-2005) et Dodge Neon SRT4 (2003-2005) ont toutes été fabriquées.
Le 4 mars 2014, au Salon de l'Automobile de Genève, Sergio Marchionne a fait une allusion à la production possible d'un modèle à hayon pour le marché nord-américain, déclarant que "nos consommateurs nord-américains se verront progressivement proposer des alternatives pour les mêmes dépenses ou presque" et que les acheteurs potentiels pourraient choisir entre la FIAT 500X, soit le Jeep Renegade.
En juillet 2012, la première publicité télévisée pour la Dodge Dart a été diffusée lors de la diffusion du match des All-Star de la Major League de Baseball, mettant en vedette la ligne de basse de "No Church in the Wild" de Kanye West, une parodie de la Reliant Robin et un caméo de Tom Brady de la NFL.
Lancée en 2012, aux États-Unis, elle a terminé l’année 2015 au 27e rang des ventes d’automobiles, mais au Canada, un marché où les acheteurs sont très friands de petites voitures, elle n’a pu faire mieux que le 53e rang, loin derrière la plupart de ses rivales.
Le 27 janvier 2016, FIAT Chrysler a annoncé la fin de la production des Dodge Dart et Chrysler 200 pour se focaliser sur le développement de véhicules crossover et SUV.
Dodge a mis fin à la production de la Dart le 2 septembre 2016. Une nouvelle génération de Dodge Neon, basée sur la FIAT Tipo II, la remplace alors sur le marché mexicain.
Lors d'une conférence de presse au Salon de l'auto de Detroit 2017, le président de FCA, Sergio Marchionne, a déclaré: "Je peux vous dire dès maintenant que la Chrysler 200 et la Dodge Dart, aussi excellentes qu'elles soient, étaient les initiatives les moins rémunératrices que nous ayons réalisées au sein de FCA au cours des huit dernières années", ajoutant "Je ne connais pas un investissement aussi mauvais que ces deux-là".

## Naissance d'un nouveau modèle
Ce nouveau modèle est né à la suite de l'accord signé en 2009 entre le constructeur italien FIAT Auto S.p.A. (à cette époque Groupe FIAT) et le gouvernement des États-Unis, en la personne du Président Barack Obama, lorsque le constructeur italien fut choisi pour reprendre le constructeur de Auburn Hills porté à la faillite par l'allemand Mercedes-Benz; faillite débutée du temps de Mercedes-Benz,, et qui s'est achevée sous la direction de Cerberus Capital Management,; jusqu'à arriver à la banqueroute contrôlée.
Cet accord prévoyait, entre autres, que FIAT devait fournir au groupe américain de nombreux éléments de ses technologies en échange d'une participation à son capital. C'est ainsi que FIAT, à partir de 20 % du capital du groupe Chrysler en avril 2009 est arrivé à détenir 58,5 % en janvier 2012. Plus précisément, l'accord prévoyait trois étapes clé dont chacune donnait droit au groupe italien d'augmenter sa participation dans Chrysler. La troisième étape, appelée justement Ecological Event octroyait à FIAT gratuitement 5 % du capital si une nouvelle voiture était lancée dont la consommation ne devait pas dépasser 40 miles par gallon (5,88 litres aux 100 km). La voiture devait être fabriquée dans une usine en Amérique du Nord, plus précisément dans une des usines du groupe Chrysler implantée dans la zone NAFTA avant la fin de l'année 2012.
C'est au mois de décembre 2011 que la Dodge Dart fut soumise au Fuel Economy Test et sera brillamment homologuée avec une consommation moyenne inférieure à 40 miles par gallon.
Les engagements de FIAT ont parfaitement été respectés, même avec un an d'avance sur le programme contractuel. La voiture a été présentée sur le site web en décembre 2011 et lancée officiellement lors du Salon de l'automobile de Detroit en janvier 2012,. Sa fabrication a débuté au mois de mai 2012 et sa commercialisation a été effective dès le second trimestre 2012.
C'est ainsi qu'est née une voiture sous la marque Dodge, au grand étonnement du public, plutôt habitué à des modèles sportifs et qui n'attendait pas vraiment une voiture aux consommations extrêmement basses, qui aurait plus convenu à la marque Chrysler. Malgré tout, la nouvelle Dart n'est pas vraiment à côté de l'esprit Dodge. Son caractère est plutôt agressif et les techniciens italiens ont recherché un juste équilibre entre le plaisir de conduire et le confort. Les dimensions relativement compactes permettent de concilier les basses consommations et le caractère sportif de la marque. Ils ont conservé un nom historique chez le constructeur américain, celui de Dodge Dart de 1960 qui a donné 4 générations de modèles jusqu'au dernier en 1976.
Le développement de cette nouvelle Dart a coûté 1 milliard de dollars américains. Les premiers prototypes ont été aperçus lors de tests en juillet 2011, le développement et la mise au point n'ont pris que 18 mois grâce au concours permanent des ingénieurs turinois.

## Description du projet

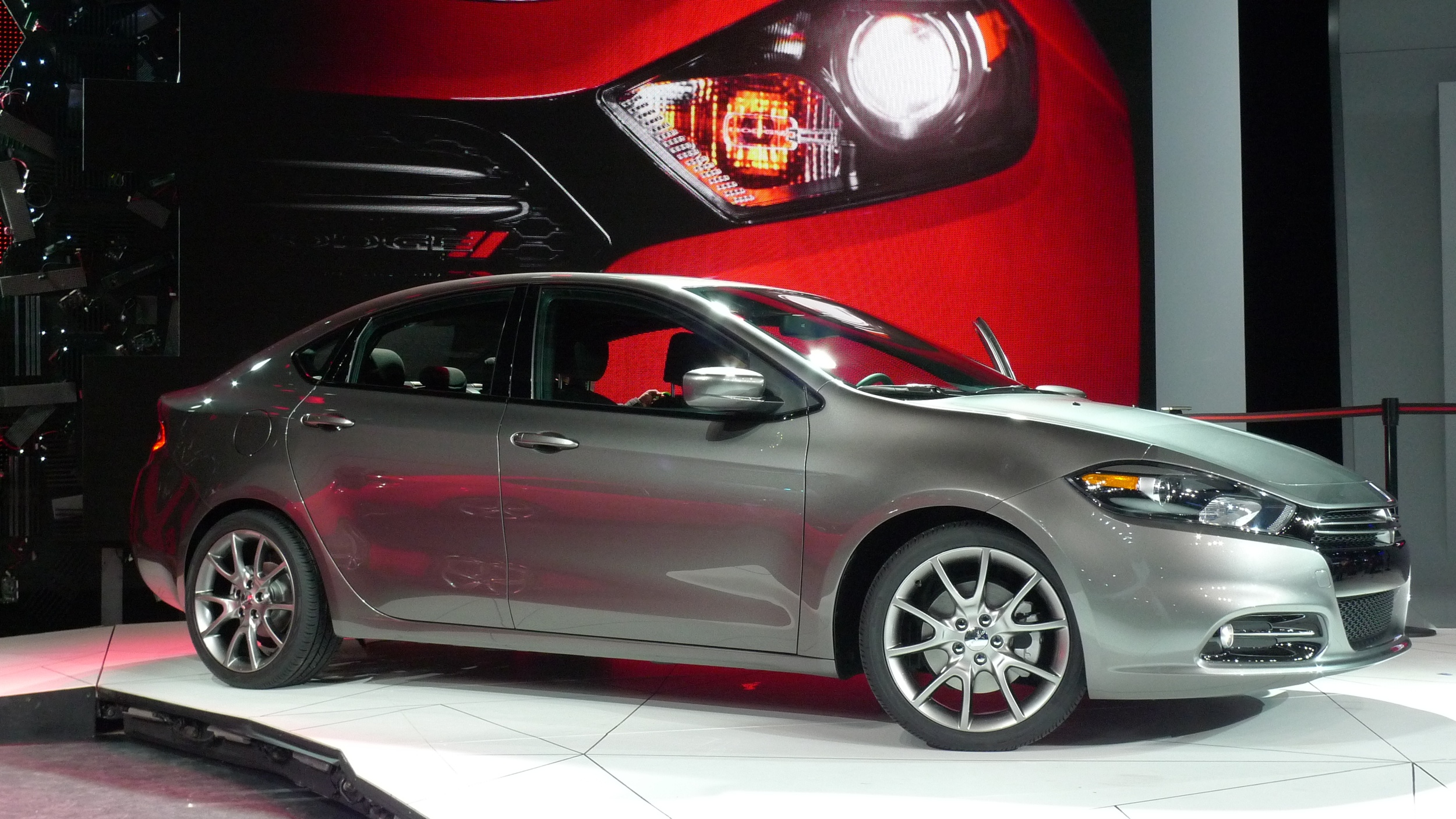
Dodge Dart vue latérale

Il s'agit d'une voiture tricorps traditionnelle, très compacte pour le marché américain où elle doit occuper le segment des voitures "compact". En Europe, ce type de voiture à 3 volumes est relativement peu recherché ; il correspond au segment C qui est majoritairement occupé par des modèles à 2 volumes (bicorps) avec hayon arrière, appelées "Hatchback". Le Groupe Chrysler, bien que disposant avec les marques Chrysler et Dodge, de plusieurs berlines à trois volumes, avait plutôt opté, au cours de ces dernières années, pour des modèles de grandes dimensions "Full-size". Depuis sept ans le groupe n'avait pas lancé de modèle dans cette catégorie. La dernière voiture trois volumes "compacte" produite a été la Dodge Neon. Malgré cela, le groupe garda une présence dans ce segment grâce à la marque Dodge avec le SUV Dodge Caliber qui, avec le Nissan Qashqai et le FIAT Sedici (16), tous lancés en 2006, ont fait exploser les ventes des petits SUV en Europe.
La nouvelle Dodge Dart utilise la plateforme de la FIAT Bravo II et de l'Alfa Romeo Giulietta (2010). Cette plateforme a été retenue à cause de sa très grande rigidité et modularité.

### Technique
La Dodge Dart est le premier modèle du groupe Chrysler construit à partir d'une plateforme du groupe FIAT S.p.A. mais également le premier à avoir été conçu intégralement sous la direction FIAT. La plateforme de référence est la "plateforme FGA Compact" qui a équipé en premier l'Alfa Romeo Giulietta de 2010. La plateforme, très modulable par construction, a été allongée et adaptée aux exigences américaines : l'empattement est passé de 2 634 mm de la Giulietta à 2 703 mm. La plate-forme a également été élargie de 38 mm. Cette nouvelle variante de plateforme a reçu le nom de CUSW (Compact U.S. Wide).
Malgré ses origines très italiennes, la Dodge Dart a été très bien accueillie par le public américain comme par la presse spécialisée qui l'a définie "une vraie Dodge avec une belle pincée de style italien". Bien que la nouvelle Dart soit fabriquée dans l'usine Chrysler de Belvidere dans l'État de l'Illinois aux États-Unis, la plateforme n'est pas la seule partie italienne. La voiture comprend de très nombreux composants Magneti Marelli et est équipée de moteurs FIAT FPT avec la technologie MultiAir. La transmission est également d'origine FPT comme la boîte de vitesses à double embrayage FIAT C635 à 6 rapports.
La Dodge Dart est aussi équipée de moteurs d'origine Chrysler : deux moteurs Global Engine Manufacturing Alliance, le WGE Tigershark de 1 999 cm3 et le WGE Tigershark de 2 360 cm3, ce dernier, a été retravaillé par FIAT pour y adjoindre la technologie Multiair. La Dart a été équipée, courant 2013, d'une nouvelle boîte de vitesses ZF automatique, en option, à 9 rapports.
La Dart a été soumise aux essais NHTSA et a reçu 5 étoiles sur 5 au maximum.
La nouvelle Dart est riche en équipements électroniques. Elle dispose notamment du système de connexion commun FIAT "Connect" qui équipe notamment toute la gamme Alfa Romeo.
La Dart est disponible avec 12 teintes extérieures, 14 intérieures et 7 versions de jantes. Elle est aussi la première voiture non Alfa Romeo à recevoir le système "Alfa Romeo DNA".

## Caractéristiques
La Dart a trois options de transmission, y compris une transmission automatique Powertech 6F24 d'origine Hyundai, qui vient avec une direction assistée électrique qui a un capteur et un moteur électrique monté directement sur la crémaillère. Les intérieurs sont personnalisables avec 12 combinaisons de couleurs / tissus différentes et des systèmes d'éclairage ambiant en option; les sièges en cuir sont une mise à niveau disponible. Le tableau de bord comporte un écran TFT couleur de 7 pouces (178 mm), une lunette style «île flottante» placée entre les jauges rondes traditionnelles, qui affiche graphiquement les informations de l'ordinateur de bord et du système de navigation; il est intégré pour donner l'impression qu'il fait directement partie du groupe de jauges, plutôt que d'un écran séparé. Le rangement comprend une boîte à gants, une console centrale avec des prises électroniques auxiliaires et des poches pour cartes. Le volume du coffre est de 370 litres.
En 2014, toutes les Dart à l'exception de la SE, ont reçu le téléphone Bluetooth U Connect en standard pour 2014. Une finition Blacktop, avec des jantes en alliage noir et des accents noirs, pour tous les modèles sauf SE et Limited, ainsi qu'une finition d'apparence California pour les SXT et Limited, sont tous deux devenus disponibles pour le MY 2014.
La Dart a été la première berline compacte à être équipée d'un système de détection d'obstacles arrière et d'une surveillance des angles morts. Une Dart gérant une conduite combinée et non ajustée de 40 miles par gallons US (5,9 litres au 100 km; 48 miles par gallon impériaux) (16,94 km au litre) a permis à FIAT d'acquérir une part supplémentaire de 5% du groupe Chrysler.
La Dart utilise un système de suspension similaire à celui de l'Alfa Romeo Giulietta à l'avant, avec des jambes de force MacPherson indépendantes, des ressorts hélicoïdaux, des amortisseurs à double effet, une barre stabilisatrice et à l'arrière, une suspension multibras indépendante. Selon l'ingénieur en chef de la Dart, la suspension est légèrement assouplie par rapport à la Giulietta, "Nous avons pris un petit avantage sur elle".

## Modèles
La Dodge Dart a présenté plusieurs niveaux de finition différents au cours de sa production durant quatre ans, chaque modèle ayant son propre niveau d'équipement de série et en option:
- SE : La SE était le modèle de base de la Dodge Dart entre 2013 et 2016. Elle offrait l'équipement de série suivant : moteur quatre cylindres en ligne Tigershark 2,0 L de 160 chevaux, transmission manuelle à six vitesses, Stéréo A/M-F/M avec lecteur CD / MP3 à disque unique avec entrées auxiliaires et USB, système audio à quatre haut-parleurs, chauffage (pas de climatisation), vitres et serrures de porte électriques, surfaces de sièges en tissu, deux sièges baquets avant à réglage manuel, banquette arrière divisée rabattable, instrumentation complète, roues de 15 pouces (15") en acier peint en noir avec enjoliveurs en plastique et poignées de porte et rétroviseurs noirs. Les options supplémentaires disponibles pour ce modèle comprenaient une finition d'équipement SE Popular qui ajoutait des équipements tels que la climatisation, U Connect Bluetooth avec streaming audio, radio satellite SiriusXM, un système audio à six haut-parleurs, entrée sans clé et rétroviseurs extérieurs de couleur assortie. Une transmission automatique à six rapports était également disponible pour ce niveau de finition. À la mi-2016, le niveau de finition SE de la Dodge Dart a été abandonné.
- SXT : La SXT était le niveau de finition «intermédiaire» de la Dodge Dart entre 2013 et 2016. Elle ajoutait l'équipement suivant en plus du niveau de finition SE de base: jantes en alliage d'aluminium de seize pouces (16") (modèles de 2014 et plus récents), U Connect Bluetooth avec streaming audio, radio satellite SiriusXM, un système audio à six haut-parleurs (système audio à quatre haut-parleurs après mi-2016), climatisation, entrée sans clé et poignées de portières et rétroviseurs extérieurs de couleur assortie. Les options supplémentaires pour ce niveau de finition comprenaient des jantes en alliage d'aluminium de 16 pouces (16") (de série sur les modèles de 2014 et plus récents), le système d'infodivertissement à écran tactile U Connect 8.4, un système audio ambiophonique amplifié haut de gamme Alpine de 506 watts à neuf haut-parleurs, démarrage à distance, une transmission automatique à six rapports, un moteur quatre cylindres en ligne turbocompressé MultiAir 1,4 L de 160 chevaux, la finition Rallye, un écran TFT de sept pouces (7") pour le combiné d'instruments et un siège baquet avant à réglage électrique. Au cours des derniers mois de la production de la Dodge Dart, ce modèle était connu sous le nom de SXT Sport et, avec l'abandon du niveau de finition SE, ancien modèle de base, est devenu le niveau de finition de base de la Dodge Dart.
- Limited : La Limited était le niveau de finition «haut de gamme» de la Dodge Dart entre 2013 et 2016. Elle ajoutait l'équipement suivant en plus du niveau de finition SXT «intermédiaire»: des jantes en alliage d'aluminium de 17 pouces (17"), le système d'infodivertissement U Connect 8.4, siège avant conducteur baquet avant réglage électrique, surfaces de sièges garnies de cuir Nappa de luxe (modèles de 2014 et ultérieurs), deux sièges avant chauffants, un écran TFT de sept pouces (7") pour le combiné d'instruments, une transmission automatique à six rapports, un moteur quatre cylindres en ligne turbocompressé MultiAir 1,4 L de 160 chevaux, un moteur quatre cylindres en ligne Tigershark 2,4 L de 184 chevaux (de série sur les modèles plus récents), jantes en alliage d'aluminium poli de dix-sept pouces (17"), navigation GPS, Keyless Enter-'n'-Go avec démarrage par bouton-poussoir, un système audio ambiophonique amplifié haut de gamme Alpine de 506 watts à neuf haut-parleurs et surfaces de sièges garnies de cuir Nappa de luxe (en option sur les modèles de 2013 seulement). À la mi-2016, le niveau de finition Limited de la Dodge Dart a été abandonné.
- Aero : Le niveau de finition Aero de la Dodge Dart, disponible de 2013 à 2016 et basé sur le niveau de finition SXT de niveau intermédiaire, était axé sur l'économie de carburant et ajoutait les caractéristiques suivantes à ce modèle: infodivertissement U Connect avec écran tactile de 8,4 pouces et moteur quatre cylindres en ligne MultiAir 1,4 L de 160 chevaux. Les caractéristiques supplémentaires de ce niveau de finition comprenaient des jantes en alliage d'aluminium, une transmission automatique double embrayage à six vitesses et un démarrage à distance. Le niveau de finition Aero de la Dodge Dart a atteint une cote de consommation de carburant EPA de 41 miles par gallons US sur autoroute. À la mi-2016, le niveau de finition Aero de la Dodge Dart a été abandonné.
- GT : La GT était le niveau de finition haut de gamme de la Dodge Dart entre 2013 et 2016. Elle ajoutait les équipements suivants en plus du niveau de finition Limited: surfaces de sièges garnies de cuir Nappa de luxe, Keyless Enter-'n'-Go avec démarrage par bouton-poussoir, jantes en alliage d'aluminium Granite Crystal de 18 pouces (18"), un système audio ambiophonique amplifié haut de gamme Alpine de 506 watts à neuf haut-parleurs et un moteur quatre cylindres en ligne Tigershark 2,4 L de 184 chevaux. Les options supplémentaires de ce niveau de finition comprenaient des jantes en alliage d'aluminium Hyper Black de 18 pouces (18"), une transmission automatique à six rapports et démarrage à distance. Au cours des derniers mois de production de la Dodge Dart, ce modèle était connu sous le nom de GT Sport.

## Motorisations
Lors du lancement de la Dart, les moteurs disponibles étaient au nombre de trois :
- Chrysler
  - quatre cylindres en ligne Tigershark atmosphérique de 2,0 litres de cylindrée qui développe une puissance maximale de 160 ch à 6 400 tours par minute et dispose d'un couple de 201 N m à 4 800 tours par minute.
  - quatre cylindres en ligne "Tigershark" MultiAir atmosphérique de 2,4 litres qui développe une puissance maximale de 184 ch SAE à 6 250 tours par minute et dispose d'un couple de 232 Nm SAE à 4800 tours par minute.

Ces deux moteurs sont d'origine Chrysler mais le 2,4 litres a bénéficié des attentions de FIAT qui lui a adapté sa technologie MultiAir.
- Alfa Romeo
  - MultiAir suralimenté de 1,4 litre avec turbo-compresseur qui développe une puissance maximale de 160 ch DIN à 5 500 tours par minute et dispose d'un couple de 250 Nm à 2 500 tours par minute. Ce même moteur équipe déjà les modèles Alfa Romeo Giulietta (2010) dans une version de 170 ch, la FIAT 500 USA, la FIAT 500 Abarth.

Une transmission manuelle à 6 vitesses est disponible avec tous les moteurs, une boîte automatique à six vitesses est disponible en option sur les moteurs 2,0 L et 2,4 L et une transmission double embrayage à six vitesses sur la version 1,4 L Turbo. Sergio Marchionne a déclaré qu'une boîte automatique à 9 vitesses sera disponible plus tard. Tous les moteurs de la Dart sont fabriqués à Dundee, Michigan.
En 2014, les Dart SXT et Limited ont reçu un moteur quatre cylindres en ligne de 2,4 L avec une puissance nominale accrue, ce qui a rendu le moteur quatre cylindres en ligne Tigershark de 2,0 L uniquement disponible pour le modèle SE de base. Le moteur quatre cylindres en ligne de 2,4 L a été proposé à la fin 2013 avec l'introduction du modèle Dart GT. Les modèles Dart Aero, Rallye, SXT et Limited sont les seuls modèles disponibles avec le moteur quatre cylindres en ligne turbocompressé MultiAir de 1,4 L.
| Modèle                       | Disponibilité | Moteur essence       | Cylindrée (cm3) | Puissance (kW (Ch SAE) à tr/min) | Couple maxi (Nm à tr/min) | Consommation (l/100 km) | Marchés          |
| ---------------------------- | ------------- | -------------------- | --------------- | -------------------------------- | ------------------------- | ----------------------- | ---------------- |
| GEMA-WGE Tigershark 2.0      | 2012-2016     | 4 cylindres en ligne | 1 999           | 119 (160) à 6 400                | 201 à 4 600               | 6,5                     | Amérique(*)      |
| FIAT 1.4 FIRE MultiAir Turbo | 2012-2017     | 4 cylindres en ligne | 1 368           | 89 (120) à 5 500                 | 201 à 2 500               | 5,7                     | Chine - Amérique |
| FIAT 1.4 FIRE MultiAir Turbo | 2012-2017     | 4 cylindres en ligne | 1 368           | 119 (160) à 5 500                | 250 à 2 500               | 6,0                     | Chine - Amérique |
| 2.4 WGE Tigershark MultiAir  | 2012-2016     | 4 cylindres en ligne | 2 360           | 137 (184) à 6 250                | 232 à 4 800               | 7,1                     | Amérique         |

(*) Amérique = Canada + États-Unis + Mexique.

### Configurations moteurs et transmissions(Amérique)
| Modèle de moteur                                      | Années    | Transmissions                                                   |
| ----------------------------------------------------- | --------- | --------------------------------------------------------------- |
| Chrysler Tigershark 2.0 16v 4 cyl. en ligne           | 2012–2016 | Manuelle à 6 vitesses automatique à 6 vitesses (Powertech 6F24) |
| Fiat 1.4 MultiAir turbocompressé 4 cyl. en ligne      | 2012–2016 | Manuelle à 6 vitesses double embrayage à 6 vitesses             |
| Chrysler-FIAT Tigershark 2.4 MultiAir 4 cyl. en ligne | 2012–2016 | Manuelle à 6 vitesses automatique à 6 vitesses (Powertech 6F24) |

## Sécurité
La Dart est équipée de nombreuses fonctions de sécurité, telles que : assistance au freinage, différentiel frein-blocage, support de frein par temps de pluie, compensation de suralimentation hydraulique, contrôle de stabilité éléctronique, contrôle de traction, système de freinage antiblocage, atténuation électronique du roulis, aide au démarrage en côte, contrôle du balancement de la remorque, caméra de recul arrière et aide au stationnement arrière. La Dart a 10 airbags en standard; elle dispose également d'un système d'appuie-tête réactif pour les sièges avant et d'autres systèmes disponibles dont la surveillance des angles morts et la détection de la traversée arrière. La Giulietta, sur laquelle est basée la Dart, a obtenu la note la plus élevée pour une voiture compacte lors des tests Euro NCAP.
L'Insurance Institute for Highway Safety (IIHS) a attribué à la Dart MY 2013 une cote de sécurité de cinq étoiles dans les tests de barrière déportée frontale, de retournement et de collision latérale. La Dart a également obtenu le prix Meilleur choix de sécurité de l'IIHS pour 2012.

## Sport automobile et SRT
La Dodge Dart Rallye Turbo 4x4 a été présentée au Salon de l'automobile de New York en 2012. La voiture bleue et blanche portant le badge SRT est entrée dans le championnat mondial de RallyCross 2012, conduite par Travis Pastrana, quadruple champion du Rally America, et ses coéquipiers.
Basée sur la Dodge Dart de 2013, elle disposait d'un moteur quatre cylindres turbo de 2,0 litres 16 soupapes développant une puissance de 600 ch SAE (447 kW), d'un couple de plus de 746 N.m, et d'une transmission à 4 roues motrices Sadev,. La Dart a continuée lors de la saison 2013 du Championnat Global RallyCross, mais après que Pastrana se soit classé 10e au classement des pilotes pour les deux années, Dodge s'est retiré de la série et le pilote a rejoint Subaru Rally Team USA en 2014.
La Dart SRT 4 était initialement prévue pour la production à partir de décembre 2016, sur la base du plan quinquennal de 2014 du groupe FIAT Chrysler Automobiles (FCA). Mais en raison de la décision de mettre fin à la production de la Dart, la version SRT 4 a été annulée.

## Modèles FIAT

### FIAT Viaggio
La FIAT Viaggio («voyage» en italien), également appelée "fēi xíang (菲 翔)", est une version berline de la Dodge Dart destinée au marché chinois, conçue par le Centro Stile FIAT de Turin, en Italie. Un moteur T-Jet de 1,4 litre développant 120 Ch DIN (88 kW) ou 150 Ch (110 kW) était disponible associé à une boîte de vitesses manuelle à 5 rapports ou une boîte à double embrayage 6 vitesses pour 2012 et 2013. Une boîte de vitesses à double embrayage 7 rapports était de série de 2015 à 2017.
La FIAT Viaggio a été dévoilée au Salon de l'automobile de Pékin 2012 et a été mise en vente au troisième trimestre 2012,, avec livraison en fin d'année 2012.

### FIAT Ottimo
La Fiat Ottimo est la version 5 portes à hayon de la Viaggio, également destinée au marché chinois. Elle a été présentée au Salon de l'automobile de Guangzhou 2013 et a été dessinée sous la supervision de Roberto Giolito. La FIAT Ottimo est équipée du même moteur et boîtes de vitesses que la Viaggio.

### Transmissions
| Modèle                              | Années    | Types                                                |
| ----------------------------------- | --------- | ---------------------------------------------------- |
| Wyatt Exclusive Edition 1.4T 120 Ch | 2012–2017 | Manuelle à 5 vitesses, double embrayage à 6 vitesses |
| Enjoy Edition 1.4T 120 Ch           | 2012–2017 | Manuelle à 5 vitesses, double embrayage à 6 vitesses |
| Energizer Enjoy Edition 1.4T 120 Ch | 2012–2017 | Double embrayage à 6 vitesses                        |
| Exclusive Edition 1.4T 150 Ch       | 2012–2017 | double embrayage à 6 vitesses                        |

### Galerie

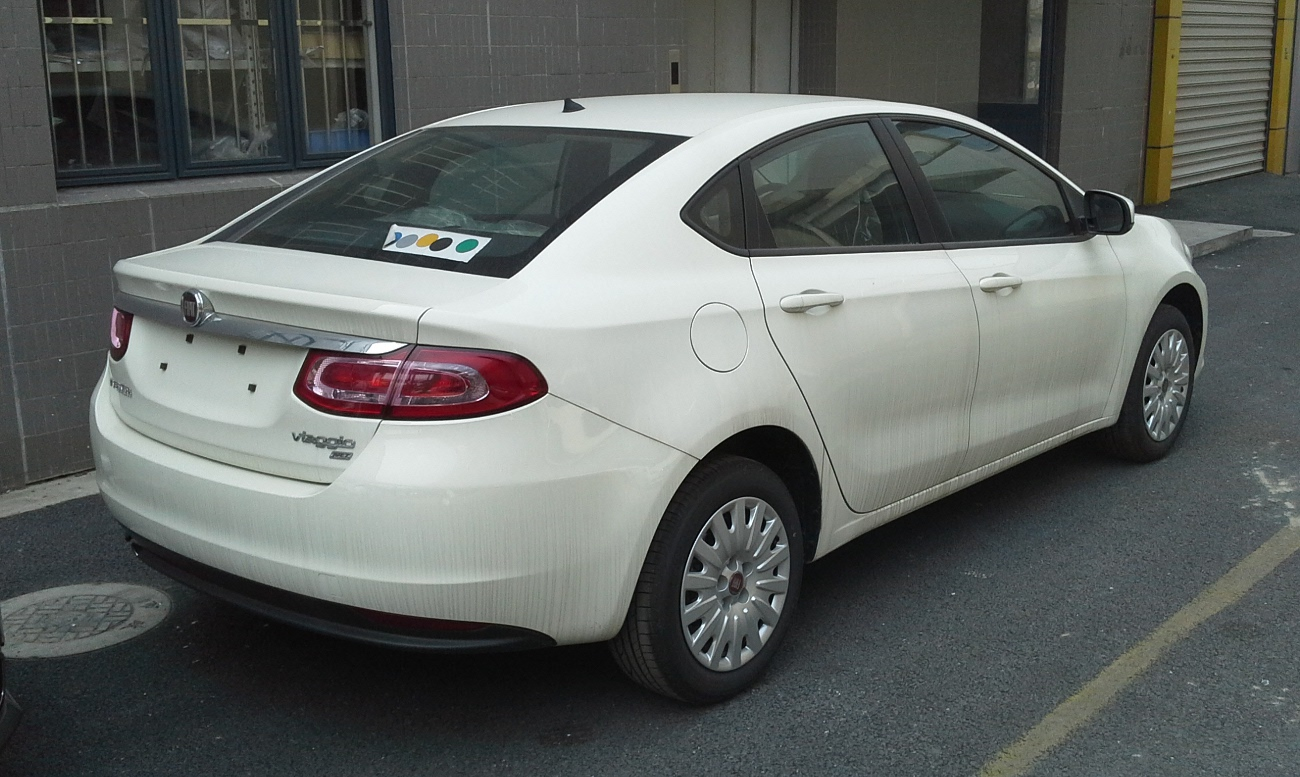
FIAT Viaggio
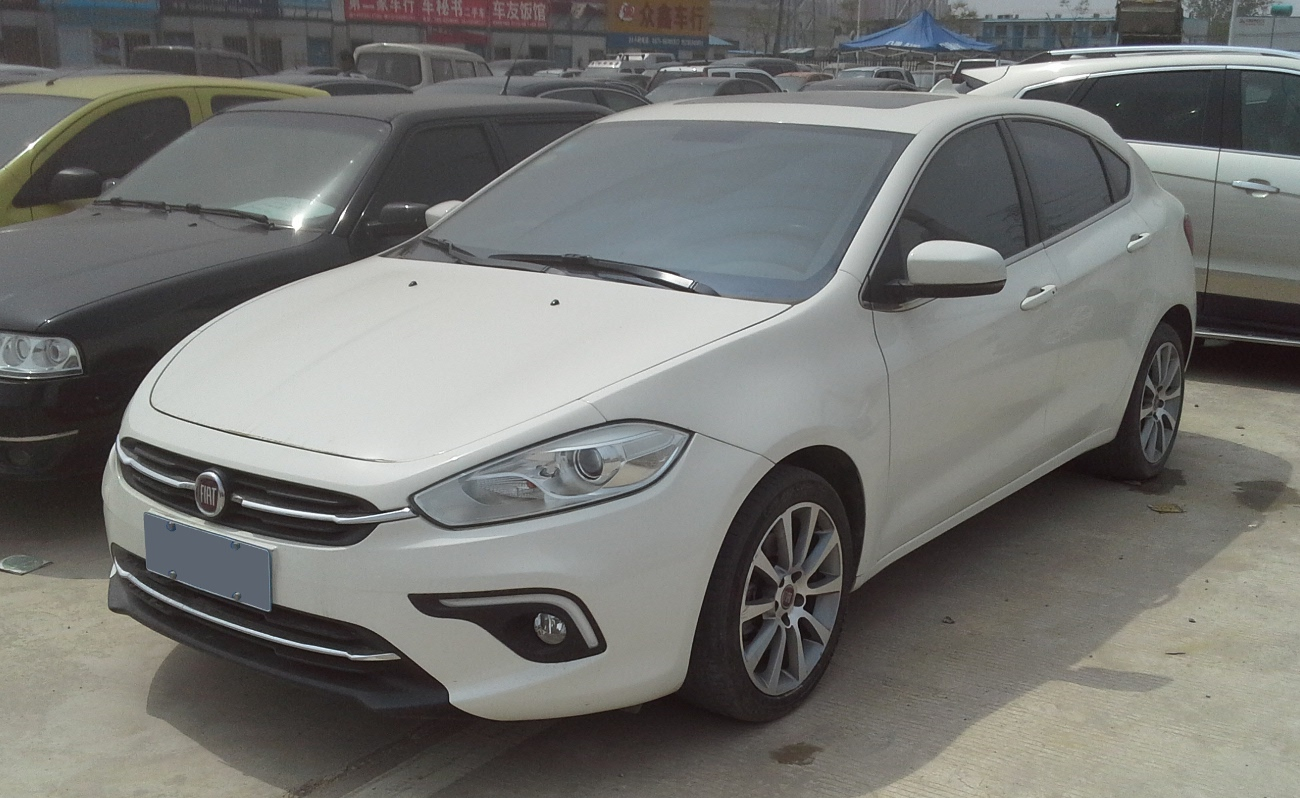
FIAT Ottimo
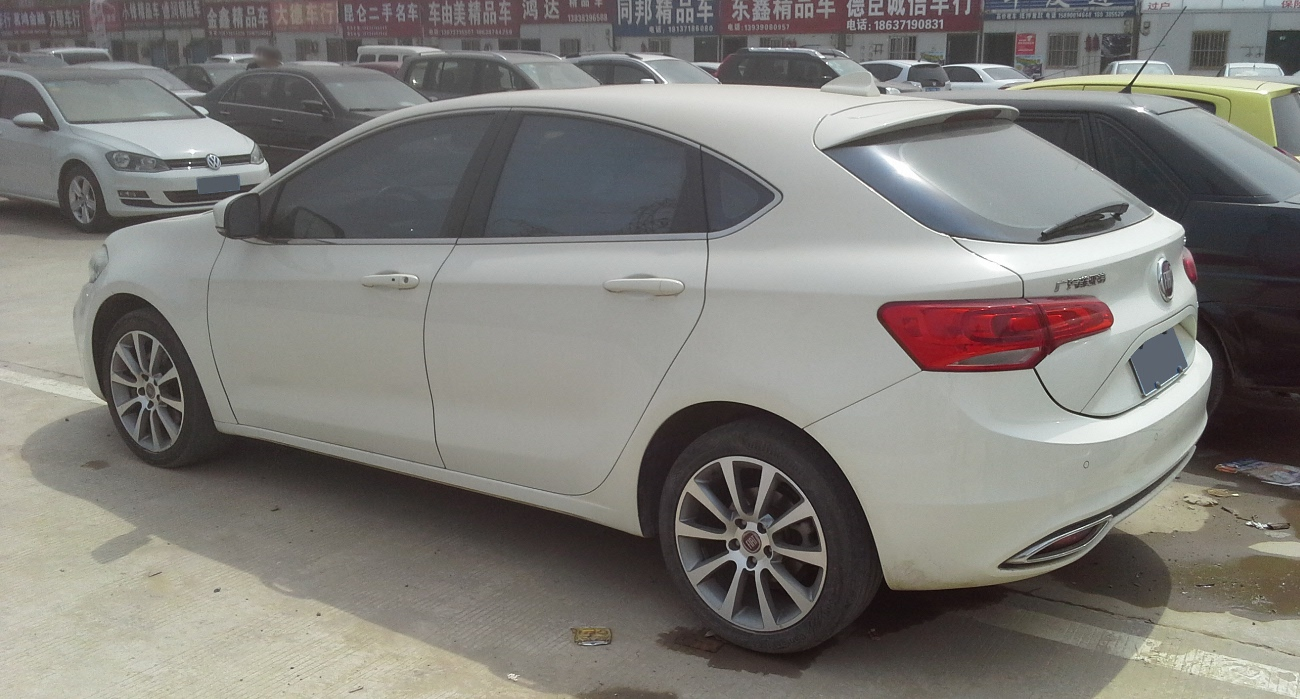
FIAT Ottimo

La commercialisation des FIAT Viaggio et Ottimo a pris fin en septembre 2017 en raison de la forte chute des ventes, enregistrant seulement 1 623 Viaggio et 650 Ottimo vendues au cours de leur dernière année de production,.

## Ventes
| Années           | Dodge Dart | Dodge Dart | Dodge Dart | FIAT Viaggio | FIAT Ottimo |
| Années           | États-Unis | Canada     | Mexique    | Chine        | Chine       |
| ---------------- | ---------- | ---------- | ---------- | ------------ | ----------- |
| 2012             | 25 304     | 3 460      | 2 526      | 11 288       |             |
| 2013             | 83 388     | 9 870      | 1 066      | 48 375       |             |
| 2014             | 83 858     | 7 623      | 849        | 47 651       | 20 439      |
| 2015             | 87 908     | 3 061      | 292        | 21 399       | 10 082      |
| 2016             | 43 402     | 1 424      | 44         | 7 301        | 4 816       |
| 2017             | 10 082     | 533        |            | 1 623        | 650         |
| 2018             | 386        | 4          |            | 81           | 21          |
| 2019             | 16         | 1          |            |              |             |
| Ventes totales   | 334 344    | 25 976     | 4 777      | 137 720      | 36 009      |
| Ventes mondiales | 538 826    | 538 826    | 538 826    | 538 826      | 538 826     |